# West 8

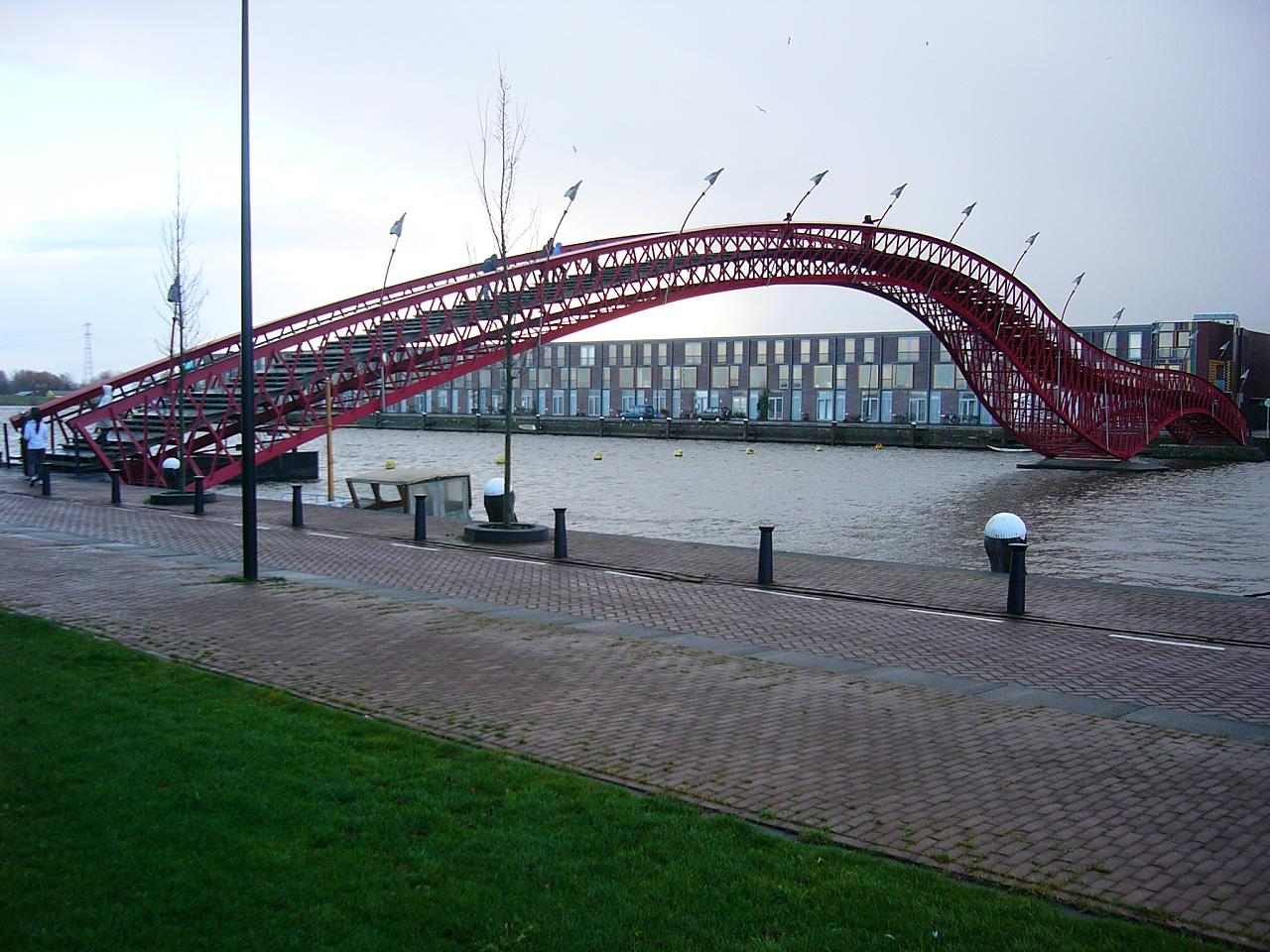
Voetgangersbrug Borneo-Sporenburg, Amsterdam

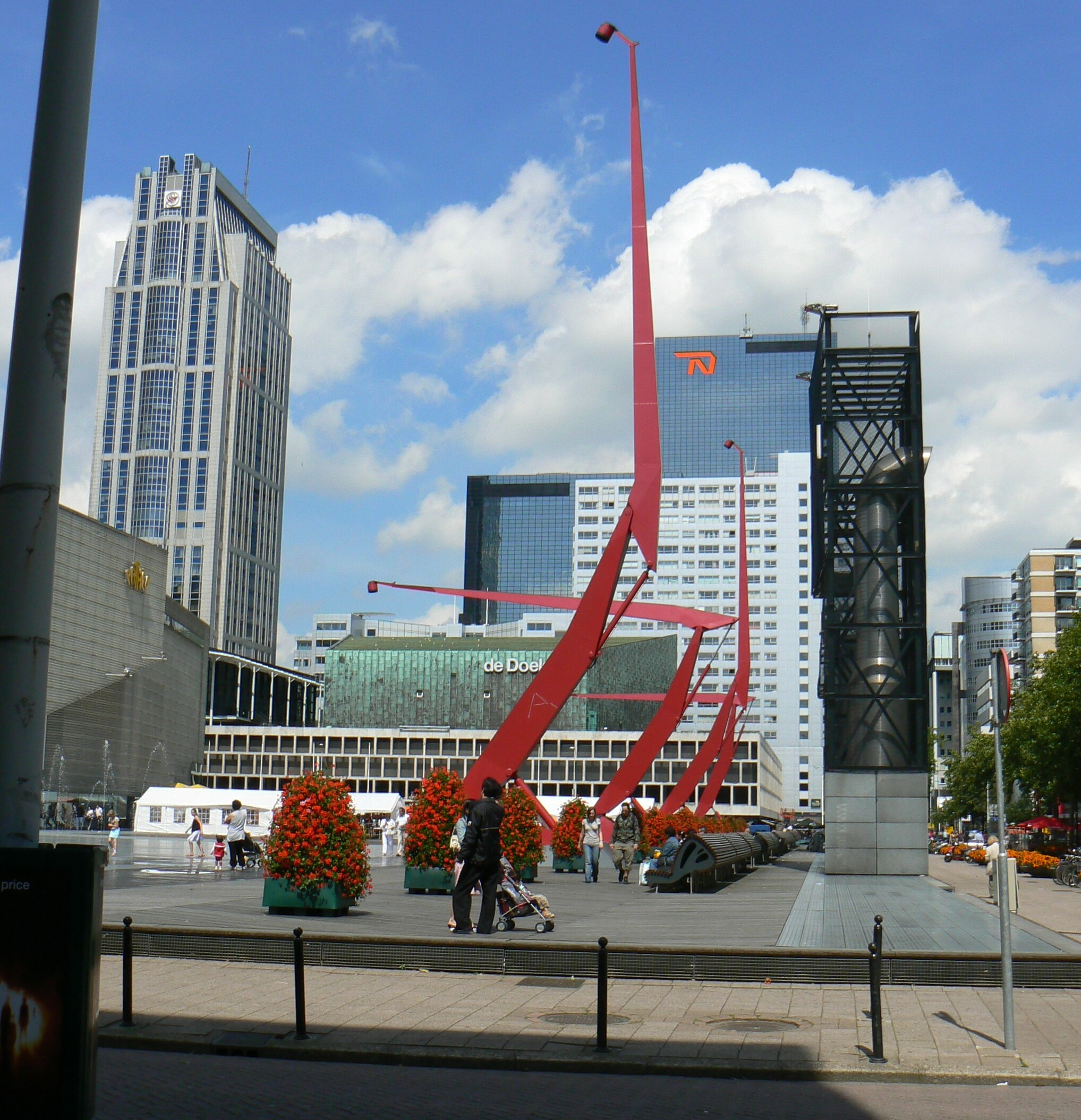
Schouwburgplein, Rotterdam

West 8 is een ontwerpbureau voor stedenbouw en landschapsarchitectuur.
Het bureau is gevestigd in Rotterdam en werd in 1987 opgericht door Adriaan Geuze (winnaar van de Maaskant Prijs voor jonge architecten).
Het bureau heeft tevens vestigingen in Brussel en New York. West 8 heeft onder meer landschapsarchitectuur ingebracht in grootschalige stadsontwerpen zoals in het ontwerp en uitvoering van het Schouwburgplein in Rotterdam.

## Projecten
In Nederland was West 8 verantwoordelijk voor projecten zoals het masterplan voor Borneo-Sporenburg, een grootschalig huizenbouwproject met onder andere "De Walvis" op twee schiereilanden in het Oostelijk Havengebied van Amsterdam. Andere stedenbouwkundige en landschapsprojecten, waar West 8 bij betrokken was, zijn: het masterplan voor Vinex-wijk Vathorst, het Máximapark in Utrecht (aanvankelijk Leidsche Rijn Park genoemd), Park Hoogveld in Heerlen en de Groene Loper in Maastricht. Verder was West 8 als onderdeel van Team CS betrokken bij het ontwerp van Rotterdam Centraal.
Daarnaast is West 8 voornamelijk in de beginjaren verantwoordelijk geweest voor een aantal originele ontwerpen voor bruggen, zoals de twee voetgangersbruggen over het Spoorwegbassin in Amsterdam (genomineerd voor de Designprijs Rotterdam 2001), de "Reptielenbrug" tussen de Vinex-locatie Leidsche Rijn en Utrecht en de voetgangers- en fietsbrug over het spoor in Aarschot, België.
Ook in de Verenigde Staten is West 8 actief met ontwerpen zoals met hun niet uitgevoerde plan om van het terrein van het World Trade Center een weiland te maken. West 8 was finalist voor de vernieuwing van het New York Aquarium, en won de prijsvraag voor een park (inclusief gratis fietsen) in het zuidelijk gedeelte van Governors Island, in de haven van New York.